# Dżuhfijja
Dżuhfijja – miejscowość w Jordanii, w muhafazie Irbid. W 2015 roku liczyła 4251 mieszkańców.